# イデアル商
抽象代数学において、I と J が可換環 R のイデアルのとき、それらの イデアル商（英: ideal quotient） I : J とは集合
{\displaystyle I:J=\{r\in R\mid rJ\subset I\}}
である。これを (I : J) と書くこともある。すると I : J も R のイデアルである。イデアル商は商と見ることができる、なぜならば {\displaystyle IJ\subset K} であることと {\displaystyle I\subset K:J} であることが同値だからだ。例えば、整数環 Z において (6) : (3) = (2) が成り立つ。イデアル商は準素分解の計算に役立つ。また代数幾何において差集合の記述で現れる（下記参照）。
I : J はその表記により コロンイデアル（colon ideal）と呼ばれることがある。分数イデアルの文脈では、分数イデアルのインバースに関連した概念がある。

## 性質
イデアル商は以下の性質を満たす。
- {\displaystyle R}-加群 として {\displaystyle I:J=\mathrm {Ann} _{R}((J+I)/I)}、ただし {\displaystyle \mathrm {Ann} _{R}(M)} は {\displaystyle M} の {\displaystyle R}-加群としての零化イデアルを表す。
- {\displaystyle J\subset I\Rightarrow I:J=R}
- {\displaystyle I:R=I}
- {\displaystyle R:I=R}
- {\displaystyle I:(J+K)=(I:J)\cap (I:K)}
- {\displaystyle I:(r)={\frac {1}{r}}(I\cap (r))} (ただし R は整域)

## 商の計算
上記の性質は多項式環において生成元の与えられたイデアルの商を計算するのに使える。例えば、I = (f1, f2, f3) and J = (g1, g2) が k[x1, ..., xn] のイデアルであれば、
{\displaystyle I:J=(I:(g_{1}))\cap (I:(g_{2}))=\left({\frac {1}{g_{1}}}(I\cap (g_{1}))\right)\cap \left({\frac {1}{g_{2}}}(I\cap (g_{2}))\right)}
すると elimination theory を I と (g1) や (g2) の共通部分を計算するのに使える。
{\displaystyle I\cap (g_{1})=tI+(1-t)(g_{1})\cap k[x_{1},\dots ,x_{n}],\quad I\cap (g_{2})=tI+(1-t)(g_{1})\cap k[x_{1},\dots ,x_{n}]}
辞書式順序に対して tI + (1-t)(g1) のグレブナー基底を計算せよ。すると t をもたない基底関数は {\displaystyle I\cap (g_{1})} を生成する。

## 幾何学的解釈
イデアル商は代数幾何において差集合と関係がある。正確に言うと、
- W がアフィン多様体で V がその（多様体とは限らない）部分集合であれば、

{\displaystyle I(V):I(W)=I(V\setminus W)}
ただし {\displaystyle I(\bullet )} は部分集合から定まるイデアルをとることを表す。
- I と J が k[x1, ..., xn] のイデアル、ただし k は代数的閉体で I は根基イデアルであれば、

{\displaystyle Z(I:J)=\mathrm {cl} (Z(I)\setminus Z(J))}
ただし {\displaystyle \mathrm {cl} (\bullet )} はザリスキ閉包を表し {\displaystyle Z(\bullet )} はイデアルによって定まる多様体をとることを表す。
I が根基でなければ、イデアル J を saturate すれば同じ性質が成り立つ。
{\displaystyle Z(I:J^{\infty })=\mathrm {cl} (Z(I)\setminus Z(J))}
ただし {\displaystyle J^{\infty }=J+J^{2}+\cdots +J^{n}+\cdots }.